# Night Striker
Night Striker (ナイトストライカー) est un jeu vidéo de type shoot them up développé par Taito, sorti en 1989 sur borne d'arcade. Il a été adapté sur Mega-CD en 1993, sur PlayStation en 1995 et sur Saturn en 1996. Le jeu a été dirigé par Kenji Kaido, plus tard producteur d'ICO et Shadow of the Colossus.
La version Saturn, intitulée Night Striker S, inclut des niveaux supplémentaires ainsi que des cinématiques.

## À noter
Le jeu a été réédité sur PlayStation 2 en 2007 dans la compilation Taito Memories II Vol. 2.